# Зелёный Гай (Стародубский район)
Зелёный Гай — поселок в Стародубском муниципальном округе Брянской области.

## География
Находится в южной части Брянской области на расстоянии приблизительно 8 км по прямой на север от районного центра города Стародуб.

## История
Основан в середине 1920-х годов. Работали колхозы «Зелёный Гай» и им. Гагарина. До 2019 года входил в состав Мохоновского сельского поселения, с 2019 по 2021 в состав Запольскохалеевичского сельского поселения Стародубского района до их упразднения.

## Население
Численность населения: 55 человек в 2002 году (русские 100 %), 32 в 2010.